# Valeriya Gnarovskaya
Valeria Gnarovskaya (em russo:  Валерия Гнаровская) foi uma médica contratada no 907º Regimento de Infantaria da 229ª Divisão de Infantaria na 3ª Frente Ucraniana durante a Segunda Guerra Mundial. Em 1944, ela matou 28 combatentes alemães em uma batalha com uma metralhadora, e quando um tanque alemão quebrou a linha de defesa soviética, onde ela foi para tratar de soldados feridos, atirou-se em baixo do tanque com um saco de granadas, matando a si mesma e repelindo o contra-ataque alemão. Ela foi postumamente condecorada com o título de Heroína da União Soviética no dia 3 de junho de 1944.

## Prémios
- Heroína da União Soviética
- Ordem de Lenin
- Medalha "Pela Coragem"